# ۹۰۸ (خورشیدی)
۹۰۸ نهصد و هشتمین سال هجری خورشیدی است.

## رویدادها
- ۳۰ شهریور - عقب نشینی ارتش عثمانی از وین، نیروی عثمانی به سبب بدی هوا و شیوع بیماری میان سربازانش از محاصره وین دست کشید. این محاصره ۹ سال طول کشید. (۲۱ سپتامبر ۱۵۲۹)

## درگذشتگان
- هلالی جغتائی شاعر فارسی‌سرا در چهارسوق هرات